# Raheny
Raheny (iriska: Ráth Eanaigh) är en stadsdel i Irlands huvudstad Dublin, 7 km nordost om stadens centrum. Raheny ligger 28 meter över havet och antalet invånare är 7 197.